# Berescheid
Berescheid is een plaats in de Duitse gemeente Schleiden, deelstaat Noordrijn-Westfalen, en telt 220 inwoners.

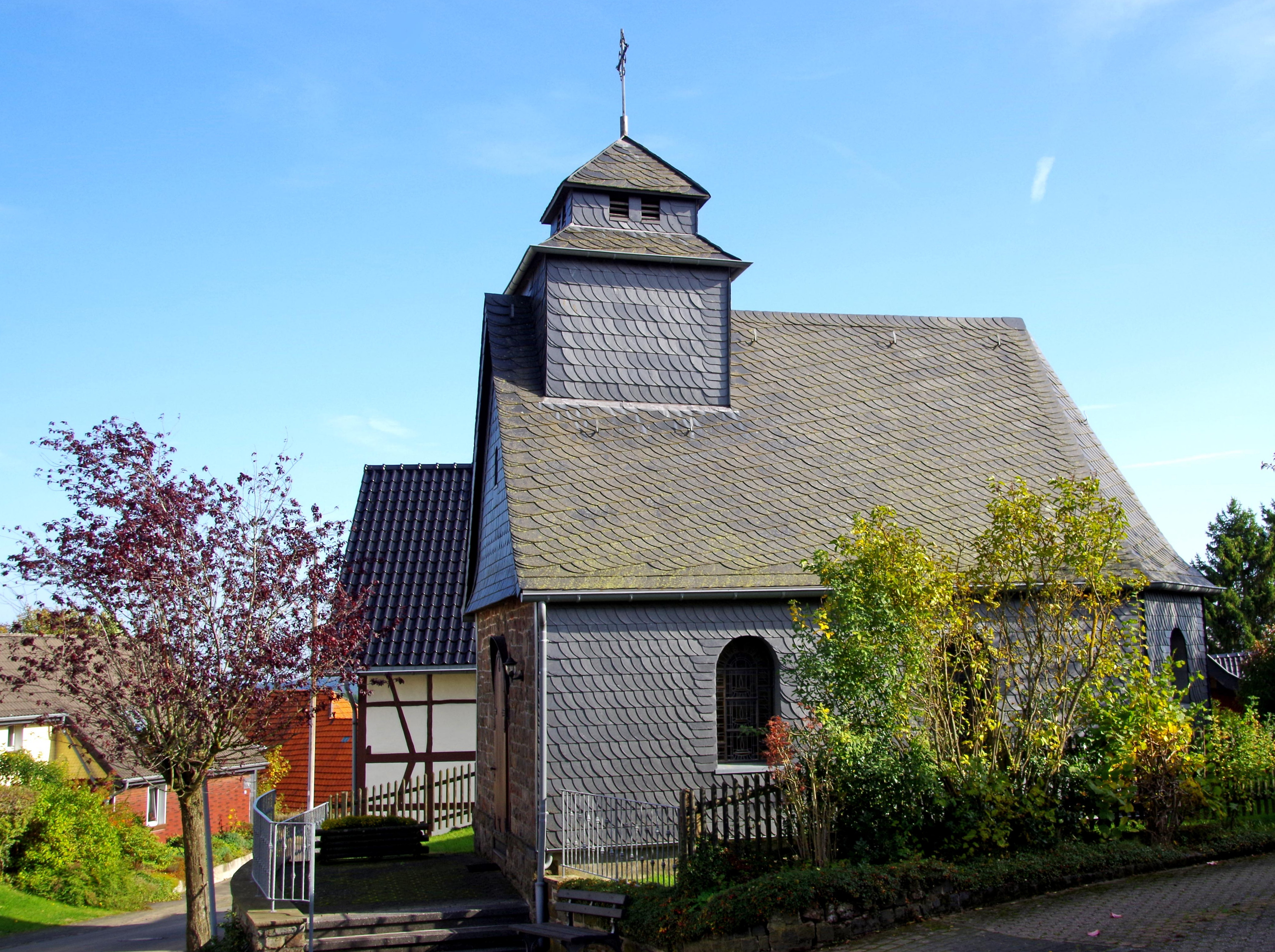
Kapel